# Заев, Алексей Николаевич
Алексе́й Никола́евич За́ев (1881 — 4 декабря 1966, Нью-Йорк) — русский морской офицер, участник русско-японской, Первой мировой и гражданской войн. Контр-адмирал (1920).

## Биография
В 1902 году закончил Морской кадетский корпус, произведён в мичманы и назначен на эскадренный миноносец «Бойкий». Прибыл в Порт-Артур и принял активное участие в обороне крепости. 26 февраля 1904 года в ночном бою с отрядом японских миноносцев на миноносце «Выносливый» был тяжело ранен (один осколок выбил ему глаз и раздробил глазницу, другой попал в правую руку).
В 1907 году окончил Артиллерийский офицерский класс Морского ведомства и до осени 1914 года служил отделенным начальником в Морском корпусе. В 1914 году произведён в капитаны 2-го ранга, назначен на должность старшего офицера крейсера «Алмаз». С 1915 года — старший офицер линейного корабля «Три Святителя» Черноморского флота. С июня по декабрь 1917 года командир Воздушной дивизии Черноморского флота.
В ходе Гражданской войны служил в Белом флоте на Чёрном море. Произведён в капитаны 1-го ранга командовал Волжской военной флотилией. 14 апреля 1920 года — контр-адмирал — «за отличия». Летом 1920 года участвовал в операции по высадке десанта генерала Улагая на Кубань. . Командуя транспортом «Самара» ушёл с Русской эскадрой в Бизерту, Эмигрировал. Жил в США с 1922 года, председатель Общества офицеров Императорского Флота в США.
Скончался в Нью-Йорке. Похоронен на кладбище Успенского женского Новодивеевского монастырь в Нанует, Нью-Йорк.